# III krucjata szwedzka
III krucjata szwedzka – szwedzka wyprawa militarna do Karelii w 1293 roku, na tereny kontrolowane przez Republikę Nowogrodu Wielkiego. W rezultacie ataku założony został zamek w Wyborgu, a zachodnia Karelia pozostała pod szwedzką władzą przez ponad 400 lat.
Nazwa wyprawy jest w dużym stopniu niehistoryczna, ponieważ była ona tylko częścią długiej serii zbrojnych konfliktów  w trakcie wojen szwedzko-nowogrodzkich.